# Blankenburg BE
Blankenburg ist ein Ortsteil der Gemeinde Zweisimmen im Verwaltungskreis Obersimmental-Saanen des Kantons Bern in der Schweiz. Das Dorf mit 374 Einwohnern (2008) gehört zum Bäuertbezirk Betelried. Der heutige Name stammt vom Schloss Blankenburg, das bis 2009 als Amtssitz diente.

## Lage
Blankenburg liegt am Nordende des Obersimmentals. Im Norden schliessen sich die Häusergruppe im Schlatt und das Dorf Zweisimmen an, im Süden gehören Ried links der Simme und Hüsere rechts des Flusses zur politischen Gemeinde St. Stephan. Der Ort liegt auf dem Schuttkegel des Betelriedbaches, der beim Schloss in die Simme mündet. Durch Erdfälle über einer unterirdischen Kalkader versanken 1627 und 1855 ganze Häuser.
Die Hinderi Spillgerte im Osten des Orts erreicht eine Höhe von 2476 Metern.

## Geschichte
Die Siedlungen Zweisimmen und Betelried sind in der Mitte des neunten Jahrhunderts entstanden. Letztere erhielt ihren Namen nach dem alemannischen Sippenältesten Betilo.
Die Burg Blankenburg wurde 1329 erstmals urkundlich erwähnt. Ein Bezug zu den Herren von Weissenburg ist nicht ausgeschlossen. Die Freiburger Familie von Tüdingen verkaufte 1378 ihren Sitz Blankenburg und die Herrschaft Mannenberg-Laubegg nach einem Aufstand der Leute des Tals an die Stadt Freiburg. Im Sempacherkrieg eroberte Bern 1386 das obere Simmental. Die Burg wurde Sitz der Berner Kastlanei Obersimmental und zuletzt bis 2009 des Regierungsstatthalters des Amtsbezirks Obersimmental. Die 1767 abgebrannte Burg wurde durch das 1770 vollendete Schloss ersetzt. Mit der Schaffung des Verwaltungskreises Obersimmental-Saanen zum 1. Januar 2010 wechselte die Verwaltung des Tals nach Saanen.
Bern übernahm 1528 den Kirchensatz vom Chorherren-Propstei Interlaken und führte die Reformation gegen anfängliche Widerstände ein. Da die Getreidezufuhr aus dem Unterland gesichert war, gingen die Bäuerten des Tals im 16. Jahrhundert zur Viehwirtschaft über. Im Jahr 1644 wurde der Jahrmarkt für Vieheinkäufer von der Lenk nach Blankenburg verlegt. Während der «Schlossmärkte» wurden «Pintenwirtschaften» betrieben. Käseverkauf und Exporte der Simmentaler Rinder brachten Wohlstand. Zusatzverdienste entstanden durch die Herstellung von Zier- und Gebrauchsgeschirr aus Keramik. Bekannt wurde der Ort auch für Kachelöfen.
Der Simmentalweg in die Lenk, ein Saumweg ins Wallis, wurde um 1750 zur Fahrstrasse ausgebaut. Betelried erhielt 1859 die erste Amts-Sekundarschule (heute «Stöckli») für das Obersimmental auf der Zelg. Sie wurde nach sieben Jahren in das Zweisimmener Beinhaus verlegt. Mit der Übernahme der Postanschrift des Amtsitzes auf dem Schloss verschwand der Ortsname Betelried aus dem amtlichen Gebrauch. Im Jahr 1912 wurde die Zweigbahn in die Lenk der Montreux-Berner Oberland-Bahn (MOB) eröffnet. Blankenburg erhielt einen Haltepunkt mit Ausweichstelle an der eingleisigen Strecke.

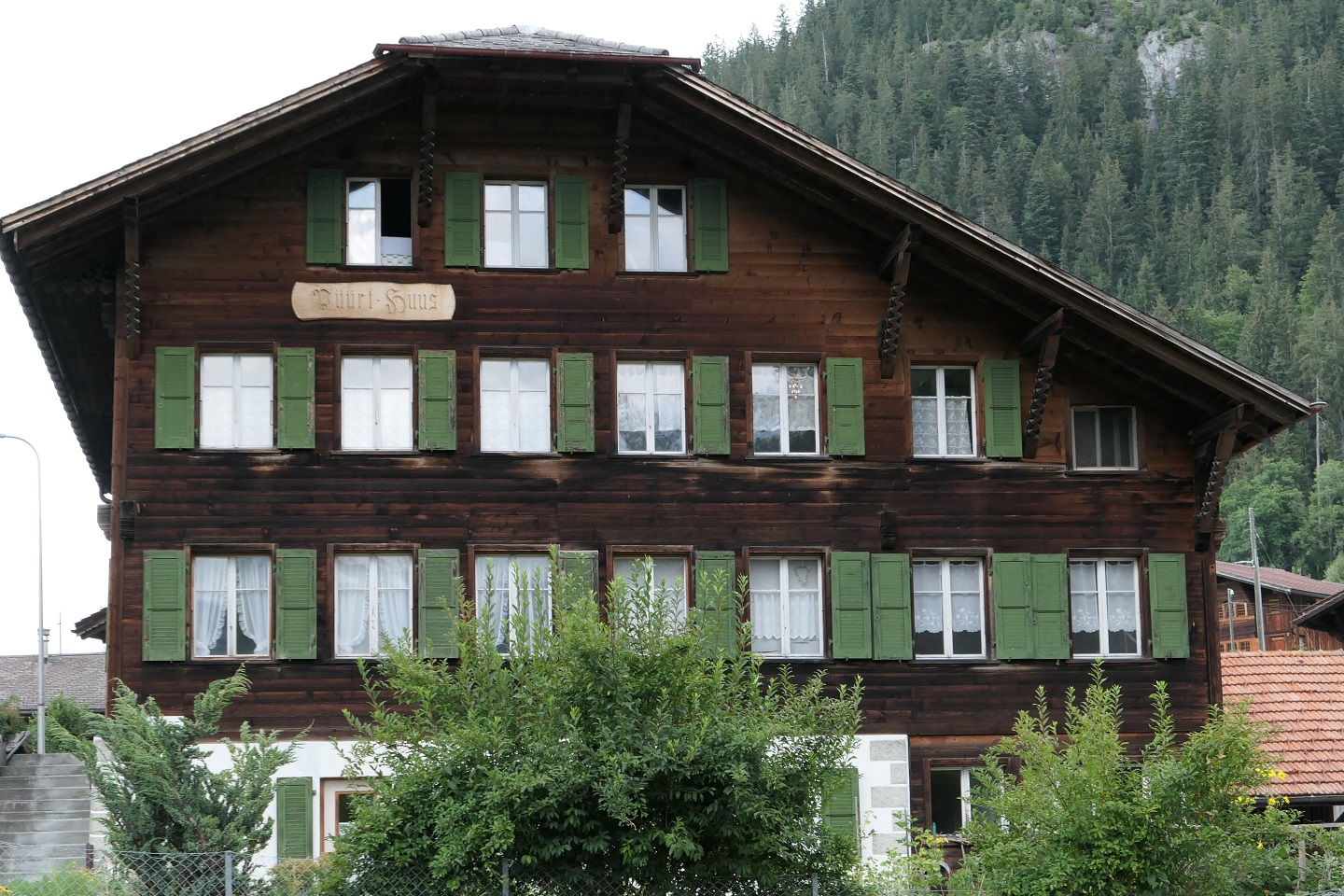
«Püürt Huus»

Die Bäuert (schweizerdeutsch Püürt) Betelried übernahm 2006 das Schulhaus, die «Fromattstube» im «Püürt Huus» dient seitdem kulturellen Zwecken. Sinkende Schülerzahlen hatten zur Verlegung der Schule in das Dorf Zweisimmen geführt.

## Kulturgüter und sehenswerte Bauernhäuser

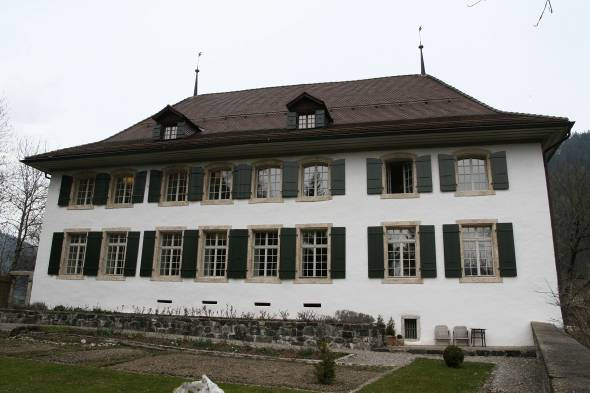
Schloss Blankenburg

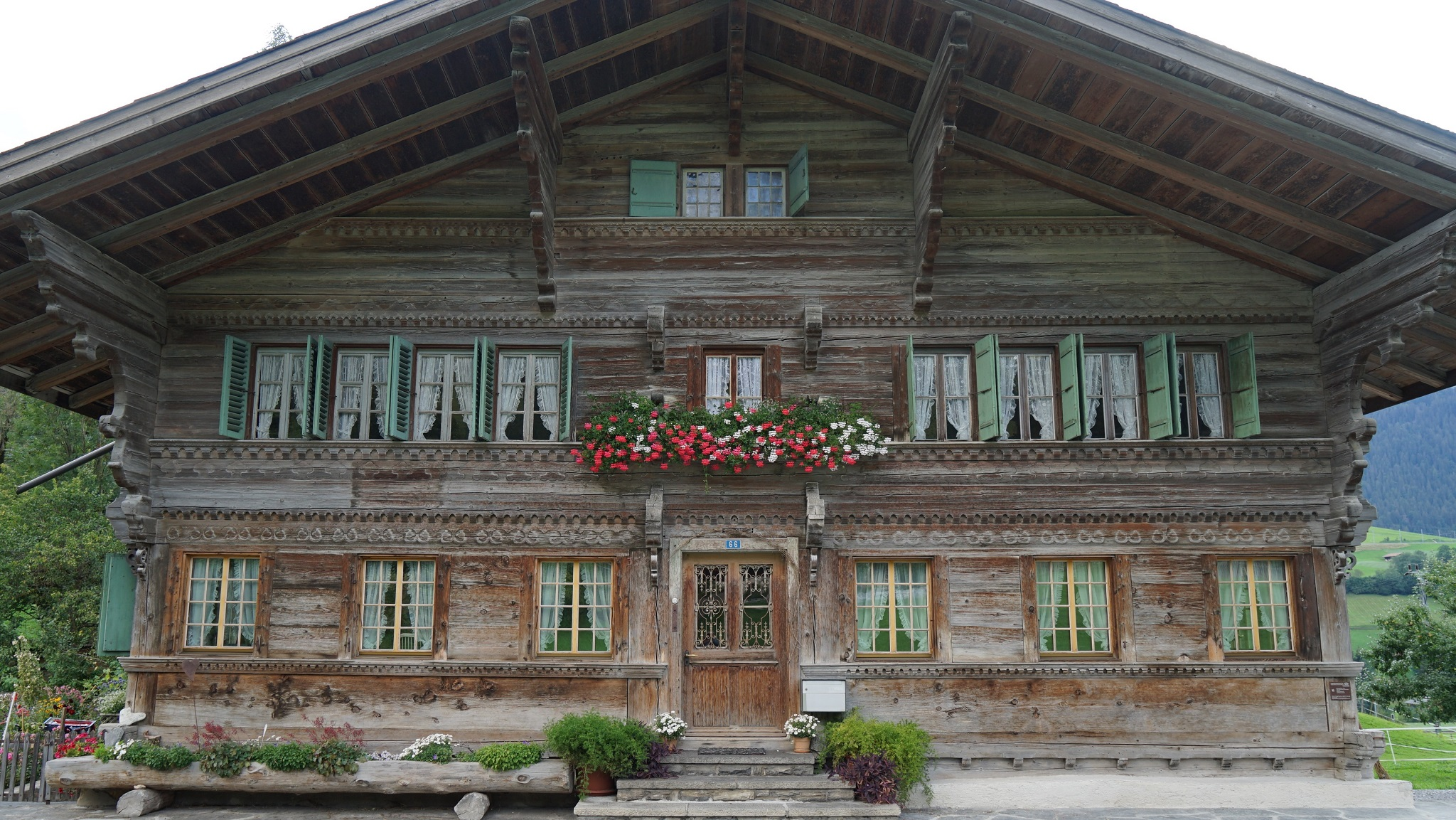
«Alte Post»

Das Schloss wurde 1770, in Form einer spätbarocken Berner Campagne, erbaut. Es ist als Kulturgut von regionaler Bedeutung («B-Objekt») geschützt.
- Benachbarter Pferdestall
- Schlossscheune an der Lenkstrasse

Am Obersimmentaler Hausweg sind fünf Simmentaler Bauernhäuser als sehenswert ausgeschildert. Das «Bauinventar» der Denkmalpflege des Kantons Bern führt weitere «schützenswerte» Gebäude auf. Kulturgüter-Objekte der «Kategorie C» wurden mit Stand Oktober 2021 noch nicht veröffentlicht. Zu den Häusern am Hausweg gehören:
- Haus Hüsy-Stutz 3, erbaut 1538
- Betelriedgasse 3, erbaut nach 1550
- Betelriedgasse 6, erbaut 1586
- «Alte Post», erbaut 1807

«Püürt Huus», bis 2006 Grundschule des Orts.

## Verkehr
Die Hauptstrasse 220 führt von Zweisimmen an die Lenk. Die Bahnstrecke der MOB verbindet dieselben Orte mit unter anderem einem Halt in Blankenburg.

## Fussnoten
1. 1 2 3 4 5 6 7 8  simmentalzeitung.ch: Im Püürt Huus lebt die Betelrieder Kultur weiter. (24. Januar 2008; abgerufen am 29. Januar 2022)
2. ↑  Anne-Marie Dubler: Blankenburg. In: Historisches Lexikon der Schweiz. (abgerufen am 29. Januar 2022)
3. 1 2 3  Anne-Marie Dubler: Zweisimmen. In: Historisches Lexikon der Schweiz. (abgerufen am 29. Januar 2022)
4. ↑  Bauinventar der Denkmalpflege des Kantons Bern: Lenkstrasse 66. (PDF) Abgerufen am 12. November 2021.
5. ↑  Der Flurname Zelg/Zälg bezeichnet Ackerland.